# Stockhorn (Zermatt)
Stockhorn är en bergstopp i Schweiz.   Den ligger i distriktet Visp och kantonen Valais, i den södra delen av landet, 110 km söder om huvudstaden Bern. Toppen på Stockhorn är 3 532 meter över havet, eller 140 meter över den omgivande terrängen. Bredden vid basen är 2,4 km.
Terrängen runt Stockhorn är huvudsakligen bergig, men den allra närmaste omgivningen är kuperad. Trakten runt Stockhorn är nära nog obefolkad, med mindre än två invånare per kvadratkilometer.. Närmaste större samhälle är Zermatt, 7,9 km nordväst om Stockhorn. 
Trakten runt Stockhorn är permanent täckt av is och snö.